# 민주주의를 위한 포럼
민주주의를 위한 포럼(네덜란드어: Forum voor Democratie, FvD)는 네덜란드의 보수주의, 우익대중주의적 유럽회의주의 정당이다. 2016년 티에리 보데와 헨크 오텐에 의해 정책연구소로 시작했다 정당으로 승격되었다. 2017년 네덜란드 총선을 통해 원내에 입성하였으며, 2019년 네덜란드 지방선거에서 자유민주국민당을 앞서 1위에 오르게 되었다.
국민보수주의, 보수자유주의, 우익대중주의, 유럽회의주의적인 색채를 띄고, 네덜란드의 주권, 정체성, 지적재산권 보호와 반이민, 유럽 연합 탈퇴, 유로존 반대를 주장하고 있다. 또 파리 협정 파기, 디젤 및 가솔린 퇴출 반대, 기후 법안 폐지를 내거는 등 기후 변화에 회의적인 입장이며 이 밖에도 총리 직선제, 유죄 판결 범죄자 처벌 강화, 이슬람 규제, 마약의 점진적 합법화, 프리지아어 제2외국어화를 추진하고 있다. 코로나19 락다운, 마스크 착용 반대 운동에 참여하였고, 당 내 주요 인물들도 소위 QAnon 음모론에 찬동하여 이들의 지지를 얻고 있다.
2019년 8월 공동 당수였던 헨크 오텐이 탈당하고 오텐 그룹을 결성하였으며, 2020년에는 유스트 에드만스와 안나벨 나닝가가 당 내 청년 조직에서의 반유대주의, 호모포비아적 발언을 문제삼으며 탈당, JA21을 창당하였다. 2021년 총선 이후에는 하원의원이었던 비브런 판 하하가 같은 우파 정당인 네덜란드의 관심으로 당적을 옮겼다.